# Piper setebarraense
Piper setebarraense är en pepparväxtart som beskrevs av E.F. Guimaraes & L.H.P da Costa. Piper setebarraense ingår i släktet Piper och familjen pepparväxter. Utöver nominatformen finns också underarten P. s. pilosum.